# Agrobacterium rhizogenes
Agrobacterium rhizogenes és un bacteri del sòl gram negativa. En la rizosfera, les plantes poden patir ferides per motius mecànics o per l'atac de patògens. Com a reacció a aquestes ferides, la planta segrega compostos fenòlics, com la acetosiringona, que atreuen bacteris. Sota aquestes condicions, certs gens bacterians s'expressen el que porta a la transferència de segments d'ADN del bacteri a les cèl·lules de la planta. Després de la integració i expressió aquests gens produeixen un fenotip particular anomenat "arrel pilosa".
Aquesta propietat d'A. rhizogenes permet la seva utilització com a vector per a realitzar transformació genètica de plantes per a l'obtenció d'arrels transgèniques. El cultiu posterior d'aquestes arrels genèticament transformades permet al seu torn la producció comercial de certs metabòlits secundaris que se sap que la planta produeix.